# Pintura mediúnica

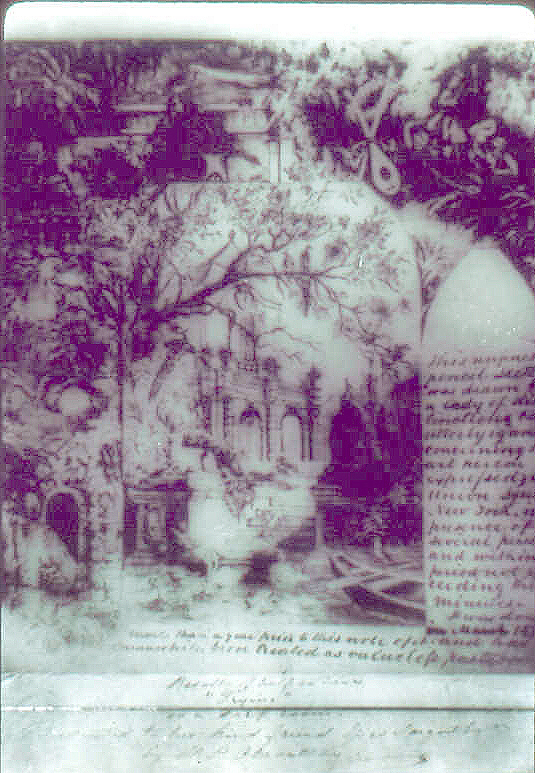
Facsímile de um desenho produzido por Helena Blavatsky alegadamente por meios paranormais (1874)

A psicopictografia, popularmente referida como pintura mediúnica, é, mais notoriamente segundo a Doutrina Espírita, uma manifestação mediúnica pela qual um espírito, através de um médium, se expressa por meio de pinturas ou desenhos.
Allan Kardec (1861, item 190) define médiuns pintores ou desenhistas, como sendo aqueles que pintam ou desenham sob a influência dos Espíritos.